# 立憲改進党
立憲改進党（りっけんかいしんとう）は、明治時代の自由民権運動の代表的政党の一つ。1882年から1896年まで存在した。略称は改進党。初代総理（党首）は大隈重信、副総理は河野敏鎌。

## 概要
明治十四年の政変によって政府を追放された大隈が新党結成を構想し、1882年3月14日に新党の趣意書を発表して4月16日に東京の明治会堂で結党式を開催した。総理には大隈、副総理には河野、これを補佐する掌事には小野梓・牟田口元学・春木義彰が就任した。主なメンバーとしては他に矢野文雄、沼間守一、犬養毅、尾崎行雄、前島密、鳩山和夫、島田三郎、箕浦勝人らがいた。党内にはおよそ4つのグループが存在し、複雑な人脈が形成された。
- 東洋議政会 - 矢野文雄、尾崎行雄、犬養毅などの慶應義塾系グループで、『郵便報知新聞』を機関紙とした。
- 嚶鳴社 - 関東・東北地方に基盤をもつ沼間守一、島田三郎、肥塚龍などのグループで、『東京横浜毎日新聞』を機関紙とした。
- 鷗渡会 - 小野梓、高田早苗、天野為之などの若手グループで、のちに東京専門学校（早稲田大学の前身）を創設。
- 修進会 - 旧官僚の河野敏鎌、牟田口元学、春木義彰などのグループ。

1883年頃から政府の圧力が強まり、加えて自由党の板垣退助の洋行問題を巡る疑惑追及を行うと、逆に自由党側からも前島や尾崎・犬養と関係が強く同党の事実上の機関紙となっていた『郵便報知新聞』などが政府の資金を受けているとの疑惑が出されて 岩崎弥太郎を海坊主になぞらえた「海坊主退治」キャンペーンが繰り広げられたことから、泥仕合となった。
1884年に組織改革を巡って紛糾したために解党論が浮上する。大隈・河野敏鎌らが脱党したが、慶應義塾系と嚶鳴社系を中心とする事務委員7名による集団指導体制によって辛うじて解党は防がれたが、活動はほとんど不可能となった。大隈は後に復党する。三大事件建白運動・大同団結運動では旧自由党系と連携して民党の一翼を担うが、大同団結運動の失敗と1888年の大隈の第1次伊藤内閣の外務大臣入閣（黒田内閣でも留任）によって大隈の条約改正案を支持したことにより自由党との関係は再び微妙になる。それでも第1回衆議院議員総選挙においては41議席を獲得し（院内会派名としては議員集会所）、民力休養問題では地租軽減を支持して共闘の姿勢は崩さなかった。
だが、1893年頃から国民協会と結んで対外硬路線を唱えて、現実路線に転じた自由党と対決姿勢を示し、星亨衆議院議長不信任問題で全面衝突に至った。日清戦争では国権拡張を主張した。これによって急激に支持を広げて自由党に対しては劣勢であった党勢を回復するに至る。1896年3月1日、立憲革新党・大手倶楽部等国権派と合同して進歩党を結成し、正式に解党した。

## 政策・支持基盤
趣意書に「王室の尊栄と人民の幸福」のために急激な変革を避け漸進的に改良するとあり、イギリス流の立憲君主政治を目指した、と言われる。また、急進主義的な自由党に対抗し漸進主義を採ることを標榜し、都市商業資本家・産業資本家・知識人らを支持基盤とした。

### 綱領
1. 王室の尊栄を保ち人民の幸福を全うすること。
2. 内治の改良を主とし国権の拡張に及ぼすこと。
3. 中央干渉の政略を省き地方自治の基礎をつくること。
4. 社会進歩に従い選挙権を拡大すること。
etc.

（出典：宇野俊一ほか編 『日本全史（ジャパン・クロニック）』 講談社、1991年、938頁。ISBN 4-06-203994-X。）

## 役職

### 歴代党首
1882年4月-1896年3月　大隈重信